# George Saunders (brytyjski zapaśnik)
George James Saunders (ur. 21 stycznia 1882 w Londynie, zm. 3 sierpnia 1961 tamże) – brytyjski zapaśnik walczący w stylu wolnym.
Wystąpił w wadze koguciej na igrzyskach olimpijskich w 1908 w Londynie.  Po wygraniu jednej walki przegrał kolejną w ćwierćfinale i odpadł z turnieju.
Był z zawodu tapicerem.

## Letnie Igrzyska Olimpijskie 1908
| Konkurencja      | Rundy eliminacyjne | Rundy eliminacyjne        | Klas. końcowa |
| ---------------- | ------------------ | ------------------------- | ------------- |
| Konkurencja      | 1. runda           | Ćwierćfinał               | Miejsce       |
| 54 kg styl wolny | John Cox (GBR) Z   | Frederick Tomkins (GBR) P | 5.–8.         |